# Gawinki
Gawinki – część wsi Czułów w Polsce, położona w województwie małopolskim, w powiecie krakowskim, w gminie Liszki.
Gawinki położone są południowo-wschodniej części wsi Czułów.
W latach 1975–1998 Gawinki administracyjnie należały do województwa krakowskiego.